# Strage di Qibya
La strage di Qibya avvenne nel mese di ottobre 1953, quando truppe israeliane sotto il comando di Ariel Sharon, in risposta all'attentato di Yehud (in cui una squadra di fedayyin palestinesi provenienti da Qibya uccise tre civili ebrei di cui due bambini) attaccarono il villaggio di Qibya in Cisgiordania. Sessantanove furono gli arabi palestinesi uccisi, due terzi dei quali donne e bambini. Quarantacinque case, una scuola e una moschea vennero distrutte.